# Consenso de Washington
El Consenso de Washington fue un término acuñado en 1989 por el economista John Williamson con el objetivo de describir un paquete de reformas «estándar» para países en desarrollo azotados por la crisis financiera, según las instituciones bajo la órbita de Washington D. C. (como el Fondo Monetario Internacional (FMI), el Banco Mundial y el Departamento del Tesoro de los Estados Unidos). Las fórmulas abarcaban políticas que propugnaban la estabilización macroeconómica, la liberalización económica con respecto al comercio, la reducción del Estado y la expansión de las fuerzas del mercado dentro de la economía interna.
Posteriormente a la aceptación de la frase de Williamson, y a pesar de su enfática oposición, el término de «Consenso de Washington» ha sido utilizado de forma genérica para referirse al fundamentalismo de mercado.
Las discusiones sobre el Consenso de Washington han sido por mucho tiempo polémicas. Pero hay diferencias substanciales implicadas sobre los méritos y consecuencias de varias de las distintas fórmulas políticas involucradas. Algunas de las críticas discutidas en este artículo están en desacuerdo, por ejemplo, con el énfasis del consenso original en la apertura de los países en desarrollo a los mercados mundiales, ya que ellos lo ven como un excesivo enfoque en el fortalecimiento de la influencia de las fuerzas del mercado doméstico, posiblemente a expensas de funciones clave del Estado. También se ha criticado la aplicación del modelo de manera ideológica, carente de pragmatismo y sin adaptación a cada una de las realidades, que así produce resultados como los que acabamos de señalar.
Para otros analistas, examinados a continuación, el punto en cuestión no es tanto lo que está incluido en el Consenso de Washington sino lo que falta. A pesar de estas áreas controvertidas, un gran número de autores e instituciones en materia de desarrollo aceptan ahora la proposición más general de que las estrategias necesitan adaptarse a las circunstancias específicas de cada país.

## Historia

### Sentido original: los Diez Puntos de Williamson
El concepto y nombre del consenso de Washington fue presentado por primera vez en 1989 por John Williamson, economista del Instituto Peterson, un comité de expertos en economía internacional con sede en Washington. John Williamson usó el término para resumir una serie de temas comunes entre instituciones de asesoramiento político con sede en Washington, como el Fondo Monetario Internacional, el Banco Mundial y Departamento del Tesoro de los Estados Unidos. Incluía diez amplios grupos de recomendaciones políticas relativamente específicas:
1. Disciplina en la política fiscal, enfocándose en evitar grandes déficits fiscales en relación con el producto interno bruto;
2. redirección del gasto público en subsidios («especialmente de subsidios indiscriminados») hacia una mayor inversión en los puntos clave para el desarrollo del país, servicios favorables para los pobres como la educación primaria, la atención primaria de salud e infraestructura;
3. reforma tributaria, ampliando la base tributaria y la adopción de tipos impositivos marginales moderados;
4. tasas de interés que sean determinadas por el mercado y positivas (pero moderadas) en términos reales;[2]
5. tipos de cambio competitivos;
6. liberalización del comercio: liberación de las importaciones, con un particular énfasis en la eliminación de las restricciones cuantitativas (licencias, etc.); cualquier protección comercial deberá tener aranceles bajos y relativamente uniformes;
7. liberalización de las barreras a la inversión extranjera directa (IED);
8. privatización de las empresas estatales;
9. desregulación: abolición de regulaciones que impidan acceso al mercado o restrinjan la competencia, excepto las que estén justificadas por razones de seguridad, protección del medio ambiente y al consumidor y una supervisión prudencial de entidades financieras;[2]
10. seguridad jurídica para los derechos de propiedad.[2]

Según algunos analistas, el extremo debilitamiento del Estado experimentado desde la vigencia del "Consenso de Washington", impidió la adecuada regulación de las actividades privatizadas e hizo perder la visión a largo plazo y la preocupación por la concentración de ingresos. El artículo referido alude a la demanda social de un nuevo tipo de Estado y analiza los requisitos y objetivos para que, entre otras cosas, facilite un funcionamiento eficaz de los mercados y se preocupe por disminuir las desigualdades sociales. Por ejemplo, las políticas industriales y agrícolas fueron eliminadas. Y, sobre todo, se perdió la visión a largo plazo. Así, las reformas cayeron en un grave error: darle la espalda al Estado. La omisión del papel del Estado en la realización de las reformas hizo que estas experimentaran una pérdida generalizada de credibilidad, la cual se sumó al sentimiento generalizado de frustración y de fatiga debido a la insuficiencia del progreso y la dureza de los sacrificios hechos en la aplicación de las reformas.

### Orígenes de la agenda política
Aunque el nombre de consenso de Washington dado por Williamson destaca el rol de las agencias con base en Washington para promover la agenda mencionada anteriormente en otros países de América Latina, varios autores han subrayado que los dirigentes latinoamericanos formularon su propio conjunto de reformas políticas basadas principalmente en su análisis de la situación económica de sus países.
Por lo tanto, de acuerdo con Joseph Stanislaw y Daniel Yergin, autores de The Commanding Heights (‘los altos mandos’), las instrucciones políticas descritas en el consenso de Washington se «desarrollaron en América Latina, por latinoamericanos, en respuesta a lo que estaba ocurriendo tanto dentro como fuera de la región».
Joseph Stiglitz escribió por entonces que «las políticas del consenso de Washington fueron diseñadas en respuesta a problemas muy reales en América Latina y tenía sentido considerable aplicarlas» (Stiglitz sería luego un crítico abierto de las políticas del FMI tal como se aplicaron en las naciones en desarrollo).
Estos planes de ajuste estructural incluían elevadas tasas de interés y plazos breves de amortización. A pesar de esto, y de las repetidas advertencias de los efectos sociales adversos que estos planes provocarían, los gobiernos latinoamericanos aceptaron los condicionamientos por parte de los organismos multilaterales, debido a la amenaza que representaba rechazar la implementación de ajustes estructurales, pues esto podría significar no recibir más préstamos del FMI y de la banca internacional. Para Joseph Stiglitz, la aplicación del Consenso de Washington causó un fracaso sin precedentes tras haber prometido el mayor éxito. La crisis financiera mexicana de 1994-95, registrada en un país que hasta entonces había sido alabado como el alumno más brillante y aventajado de las instituciones financieras internacionales, puso en jaque a las pretendidas bondades del Consenso. La variación del PIB per cápita en varias regiones del Tercer Mundo y en Rusia en 1991-95, en comparación con las correspondientes a 1974-1990, fueron inferiores en dos tercios (e incluso negativas en algunos países), lo que dio cuenta de que las zonas en las que se aplicaron más nítidamente las recomendaciones del Consenso registraron tasas negativas (Europa central y oriental, así como todo África)
Un documento de 2010 elaborado por Nancy Birdsall, Augusto de la Torre y Felipe Valencia Caicedo sugiere asimismo que las políticas contenidas en el consenso original eran en gran medida una creación de los políticos y tecnócratas de América Latina; en lugar de «crear» el conjunto de políticas, Williamson reunió por primera vez los diez puntos en un solo sitio.
En palabras de Williamson en 2002:

Es difícil incluso para el creador del término negar que la frase «Consenso de Washington» sea un nombre errado (Naím 2002). Audiencias de todo el mundo parecen creer que este es un conjunto de políticas neoliberales que se han impuesto en países desventurados por parte de las instituciones financieras internacionales con sede en Washington y los ha llevado a la crisis y la miseria. Hay gente que no puede pronunciar el término sin rechinar los dientes.

Mi punto de vista es, por supuesto, muy diferente. Las ideas básicas que intenté resumir en el Consenso de Washington han ganado mayor aceptación en la última década, hasta el punto en que Lula ha tenido que apoyar la mayoría de ellas con el fin de ser elegido. En su mayor parte constituyen posiciones generalmente aceptadas, razón por la cual se logró un consenso.

### Sentido amplio
John Williamson reconoce que el término ha sido utilizado comúnmente con un sentido diferente al de su fórmula original; se opone al uso alternativo del término, el cual se hizo común después de su formulación inicial, para abarcar una agenda de fundamentalismo de mercado más amplia.

Yo por supuesto nunca tuve la intención de que mi término implique políticas como la liberación de la cuenta de capital (...deliberadamente excluí eso), el monetarismo, la economía centrada en la oferta, o de un Estado Mínimo (quitando al estado de la Previsión Social y la redistribución de los ingresos), las cuales creo que son las ideas neoliberales por excelencia. Si así es como el término es interpretado, entonces todos podemos disfrutar de sus consecuencias, aunque permítasenos al menos tener la decencia de reconocer que rara vez estas ideas han dominado el pensamiento de Washington y ciertamente nunca han dirigido un consenso allí ni en otro lugar...

Williamson sostiene que las tres primeras de sus diez fórmulas son incontrovertidas en la comunidad económica, mientras que reconoce que las otras han provocado cierta controversia. Él afirma que una de las fórmulas menos polémicas, la reorientación del gasto hacia la infraestructura, la asistencia sanitaria y la educación, ha sido frecuentemente pasada por alto. También argumenta que, mientras que las fórmulas estaban enfocadas en reducir ciertas funciones del gobierno (v.g., como propietario de empresas productivas), fortalecerían la capacidad del gobierno para llevar a cabo otras tareas, como apoyar la educación y la salud. John Williamson dice que no apoya el fundamentalismo de mercado y cree que las instrucciones del Consenso, si son implementadas correctamente, beneficiarían a los pobres.
En un libro editado por Pedro-Pablo Kuczynski en 2003, Williamson planteó un amplio programa de reformas, acentuado en economías a prueba de crisis, reformas de «segunda generación» y políticas que aborden la desigualdad y los problemas sociales (Kuczynski y Williamson, 2003).
Como se ha señalado, a pesar de las reservas de Williamson, el término Consenso de Washington se ha utilizado de manera más amplia para describir el cambio general hacia las políticas de libre mercado que siguieron al desplazamiento del keynesianismo en los años setenta. En este sentido amplio, se considera a veces que el consenso de Washington comenzó alrededor de 1980. Muchos analistas observan que el consenso, especialmente si es interpretado en el amplio sentido del término, alcanzó su punto más alto en los años noventa. Algunos han argumentado que, en este sentido, terminó con el cambio de siglo, o, al menos, se volvió menos influyente a partir del año 2000. Más comúnmente, se ha sugerido que el consenso, en su sentido más amplio, sobrevivió hasta la crisis financiera global de los años 2008 - 2009.
Seguido de una fuerte intervención llevada a cabo por los gobiernos en respuesta a las fallas del mercado, varios periodistas, políticos y altos funcionarios de instituciones mundiales, como el Banco Mundial, comenzaron a decir que el consenso de Washington estaba muerto. Entre ellos, el ex primer ministro británico Gordon Brown que, después de la Cumbre del G-20 de Londres en 2009, declaró que «el viejo consenso de Washington está terminado». El Washington Post le preguntó a Williamson en abril de 2009 si estaba de acuerdo con Gordon Brown en que el consenso de Washington estaba muerto. Él respondió:

Depende de lo que uno quiera decir con consenso de Washington. Si se refiere a los diez puntos que traté de esbozar, entonces claramente no está en lo correcto. Si uno se refiere a la interpretación que un número personas, principalmente Joe Stiglitz, le han endilgado de ser un trayecto neoliberal, entonces creo que está en lo correcto.

Después de la cumbre del G-20 de Seúl en 2010, se anunció que se había alcanzado un acuerdo: el Consenso de Seúl para el Desarrollo. The Financial Times publicó que «Su punto de vista pragmático y pluralista de desarrollo es lo suficientemente atractivo. Pero el documento no hará más que clavar otro clavo en el ataúd del ya fallecido consenso de Washington». Con posterioridad, la «lista» inicial fue completada, ampliada, explicada y corregida. Así y en distintos foros, se ha oído hablar del «consenso de Washington II» y del «consenso de Washington III».

## Contexto
Varios países se esforzaron por implementar los diversos componentes de los paquetes de reformas, con la implementación a veces impuesta como una condición para recibir préstamos por parte del FMI y el Banco Mundial. Los resultados de estas reformas son muy debatidos. Algunos críticos se centran en los reclamos de que estas dieron lugar a la desestabilización. También han culpado al consenso de Washington por determinadas crisis económicas como la crisis económica de Argentina (1999 - 2002) y por exacerbar las desigualdades económicas de América Latina.
El consenso de Washington ha sido además frecuentemente criticado por grupos socialistas o antiglobalistas. Aunque estas filosofías sí critican dichas políticas, como la privatización de empresas públicas, desregular los mercados, firmar acuerdos de libre comercio y reducir la participación del Estado en la economía del país, la crítica general a la economía del consenso está más presente ahora, como la descrita por el académico estadounidense Dani Rodrik, profesor de Política Económica Internacional en la Universidad de Harvard, en su artículo «¿Adiós al consenso de Washington, hola a la confusión de Washington?».
Las instituciones que forman el consenso comenzaron a suavizar su insistencia en estas políticas a partir de 2000 en gran parte debido a las presiones políticas asociadas a la globalización, pero cualquier referencia a estas ideas como un consenso se dejó de lado esencialmente a raíz de la crisis financiera mundial de 2008, considerada como una crisis provocada por las políticas del liberalismo económico, al tiempo que el fundamentalismo de mercado perdía apoyo. Sin embargo, cabe señalar que la mayoría de las políticas han llegado a ser vistas como incapaces de prevenir o aliviar las crisis económicas agudas. Esto tal vez es más notorio en la obra del FMI con Corea del Sur con el fin de crear un nuevo tipo de programa de intervención, el cual Corea del Sur fue forzado a aceptar durante la Crisis Financiera Asiática en los años noventa.
El propio John Williamson ha resumido los resultados globales sobre el crecimiento, empleo y reducción de la pobreza en varios países como «decepcionantes, por decir lo menos». Atribuye este efecto limitado a tres factores: (a) el Consenso per se por no poner especial énfasis en los mecanismos para evitar las crisis económicas, las cuales probaron ser muy dañinas (b) las reformas, tanto las mencionadas en su artículo como, a fortiori, aquellas efectivamente aplicadas, estaban incompletas; y (c) las reformas citadas no eran lo suficientemente ambiciosas con respecto a la focalización en mejorar la distribución de los ingresos, necesitando ser complementadas con mayores esfuerzos en este sentido. En lugar de argumentar para abandonar las diez fórmulas originales, Williamson más bien concluye con que son «valores tradicionales» y «no vale la pena debatirlos».
El término ha llegado a ser utilizado en un sentido más amplio como sinónimo del fundamentalismo de mercado o neoliberalismo. En este sentido amplio, Williamson afirma, ha sido criticado por gente como George Soros y por el premio nobel Joseph E. Stiglitz. También es criticado por algunos políticos latinoamericanos y economistas heterodoxos como Erik Reinert.
El término se ha asociado con las políticas neoliberales en general y se ve envuelto en el amplio debate sobre el creciente papel del mercado libre, las restricciones sobre el estado y la influencia de los Estados Unidos, y de la globalización de manera más amplia, en la soberanía nacional de los países.

«Estabilizar, privatizar y liberalizar» se convirtió en el mantra de una generación de tecnócratas que se afilaban los dientes en los países en vías de desarrollo y en los de los líderes políticos a los que aconsejaban.
Dani Rodrik

Aunque las opiniones varían entre los economistas, Rodrik señaló que lo que él afirmaba era una paradoja factual: mientras que China e India aumentaron la dependencia de sus economías a las fuerzas del libre mercado de manera limitada, sus políticas económicas generales permanecieron exactamente opuestas a las principales recomendaciones del Consenso de Washington. Ambos tenían altos niveles de proteccionismo, sin privatizaciones, extensivas planificaciones de políticas industriales, fiscales y financieras poco rigurosas a través de los años noventa. Si hubieran sido rotundos fracasos habrían presentado sólidas evidencias en apoyo a las políticas recomendadas por el consenso de Washington. Sin embargo resultaron ser exitosas.
Según Rodrik: «Mientras que las lecciones aprendidas por los proponentes y escépticos difieran, es justo decir que ya nadie cree realmente en el Consenso de Washington. La cuestión ahora no es si el Consenso está vivo o muerto; sino qué es lo que lo va a remplazar».
El punto de vista de Rodrik sobre las políticas chinas o indias durante el periodo no es universalmente aceptado. Entre otras cosas, dichas políticas involucraron grandes giros en la dirección hacia una mayor confianza en las fuerzas de mercado, tanto domésticamente como internacionalmente.
En un libro editado junto a Pedro Pablo Kuczynski en el año 2003, John Williamson estableció una amplia agenda de reformas, enfatizando las medidas de las economías contra la crisis, las reformas de «segunda generación» y las políticas contra la desigualdad y los problemas sociales.[cita requerida]

## Ajustes macroeconómicos
La adopción generalizada del Consenso de Washington por parte de los gobiernos fue, en gran medida, una reacción a las crisis macroeconómicas que afectaron a gran parte de América Latina y otras regiones en desarrollo durante los años ochenta. La crisis tuvo múltiples orígenes: el drástico aumento en el precio del petróleo importado seguido del surgimiento de la OPEP, el crecimiento de la deuda externa, el aumento en los Estados Unidos (y en consecuencia en el mundo) de las tasas de interés, y como consecuencia de los problemas anteriores, la pérdida del acceso a un crédito extranjero adicional. Las políticas de sustitución de las importaciones que han sido perseguidas por varios gobiernos de países en desarrollo en América Latina y otros lugares durante varias décadas han dejado sus economías mal equipadas para expandir sus exportaciones lo suficientemente rápido como para pagar el costo adicional del petróleo importado (por el contrario, varios países de Asia Oriental,[cita requerida] que habían seguido estrategias orientadas más a la exportación, encontraban relativamente fácil expandir todavía más las exportaciones y por lo tanto lograron adaptarse a las perturbaciones externas con muchos menos trastornos económicos y sociales). Incapaces tanto de extender los préstamos externos todavía más o de incrementar los ingresos de exportación de manera fácil, varios países de América Latina tuvieron que buscar alternativas sostenibles, las cuales no eran obvias, para reducir la demanda interna general a través de una mayor disciplina fiscal, mientras que en paralelo adoptaban políticas para reducir el proteccionismo e incrementar la orientación a la exportación de sus economías.

## La liberalización del comercio
El Consenso de Washington, como fue formulado por Williamson, prevé en gran medida un proceso unilateral de reforma comercial, por el cual los países podrían bajar sus barreras arancelarias y (especialmente) no arancelarias a las importaciones. Muchos países, incluyendo la mayoría de aquellos en América Latina, han efectivamente llevado a cabo una significativa liberalización unilateral del comercio durante los años posteriores, abriendo sus economías. Siendo un ejemplo de ellos la liberalización del comercio en América del Norte, donde diferentes análisis reflejan que el nivel de pobreza extrema de México subió rápidamente desde la implantación del acuerdo en 1994, pasando de un 16 % a un 28 % solamente en los primeros 5 años. 5 millones de campesinos tuvieron que abandonar sus tierras, elevando el desempleo urbano.
Una agenda separada, solo tangencialmente relacionada con el Consenso de Washington tal y como lo formuló Williamson, aborda varios programas para la liberalización del comercio multilateral, ya sea a nivel mundial (OMC) o regional, incluyendo el Tratado de Libre Comercio de América del Norte (TLCAN) y el DR-CAFTA.

## Críticas
La mayor parte de las críticas realizadas se han enfocado en la liberalización del comercio y la eliminación de los subsidios y han sido particularmente enérgicas en el sector agrícola. Aunque, en naciones con importantes recursos naturales, se han centrado en la privatización de las industrias que explotan estos recursos.
A partir de 2010, varios países de América Latina fueron liderados por gobiernos socialistas o de otro tipo de izquierda, algunos de los cuales, incluyendo a Argentina y Venezuela, han hecho campaña por (y en cierto grado adoptado) políticas contrarias a las del Consenso de Washington. Otros países de América Latina con gobiernos de izquierda, incluyendo Brasil, Chile y Perú, en la práctica adoptaron la mayor parte de las políticas incluidas en la lista de Williamson, aun cuando criticaron el fundamentalismo de mercado con el cual estas son asociadas frecuentemente. También ciertos economistas estadounidenses han sido críticos de las políticas promovidas por el FMI, tales como Joseph Stiglitz y Dani Rodrik, quienes han desafiado lo que en ocasiones se ha descrito como las políticas «fundamentalistas» del FMI y el Departamento del Tesoro de los Estados Unidos a las que Stiglitz define como un tratamiento 'válido para todos los casos' de las economías individuales. De acuerdo con Stiglitz el tratamiento sugerido por el FMI es demasiado simple: una dosis rápida. Estabilizar, liberalizar y privatizar, sin priorizar o guardarse de los efectos secundarios.

Las reformas no siempre funcionaban de la manera prevista. Si bien el crecimiento mejoró generalmente en la mayor parte de América Latina, en la mayoría de los países lo hizo menos de lo que los reformistas habían pronosticado originalmente (y la «crisis de transición», como es señalado anteriormente, más profunda y sostenida de lo esperado en algunas de las antiguas economías socialistas). Historias de éxito en el África Subsahariana eran muy escasas durante los años noventa y las reformas orientadas al mercado por sí solas no ofrecen ninguna fórmula para lidiar con la creciente emergencia para la salud pública en la que el continente se ve envuelto. Los críticos, por su parte, argumentan que los decepcionantes resultados han justificado sus preocupaciones acerca de lo inapropiado del programa estándar de reformas.
Profesor Dani Rodrik, Universidad de Harvard

La crítica que recayó en el estudio del Banco Mundial El crecimiento económico en los años noventa: aprendiendo de una década de reformas (2005) muestran cuán lejos ha llegado la discusión de las ideas originales del Consenso de Washington. Gobind Nankani, un exvicepresidente para África del Banco Mundial, escribió en el prefacio: «No hay un único conjunto universal de normas. […] Necesitamos alejarnos de las fórmulas y la búsqueda de elusivas “mejores prácticas”» (p. XIII). El nuevo énfasis del Banco Mundial está en la necesidad de humildad, de la diversidad política, de reformas selectivas y modestas y de la experimentación.
El reporte del Banco Mundial, El crecimiento económico en los años noventa: aprendiendo de una década de reformas,
muestra algunos de los desarrollos durante dicha década. Hubo un colapso profundo y prolongado en la producción de algunos países (aunque no todos) en proceso de transición del comunismo a las economías de mercado (varios países de Europa Central y del Este, por el contrario, hicieron el ajuste relativamente rápido). Tras más de una década de transición, algunos de los antiguos países comunistas, en especial aquellos que formaban parte de la ex Unión Soviética, todavía no han alcanzado los niveles de producción que tenían en 1990. Varias economías del África subsahariana fracasaron en despegar durante los años noventa, a pesar de los esfuerzos en llevar a cabo una reforma política, cambios en los entornos políticos y externos y un fuerte flujo continuo de ayuda extranjera. Uganda, Tanzania y Mozambique estuvieron entre los países que mostraron cierto éxito, pero seguían siendo frágiles. Hubo varias crisis financieras sucesivas y dolorosas en América Latina, Asia Oriental, Rusia y Turquía. La recuperación de América Latina en la primera mitad del decenio de 1990 se vio interrumpida por las crisis a finales de la década. Hubo menos crecimiento en el PBI per cápita en América Latina que durante el periodo de rápida expansión de la posguerra y la apertura en la economía mundial, 1950-80. El modelo económico de la Argentina, descrito por algunos como «el modelo a seguir de la revolución económica latinoamericana», se vino abajo en 2002.
Uno de los resultados de las recientes crisis financieras globales ha consistido en el fortalecimiento de la creencia en la importancia de los modelos de desarrollo local como más adecuados que los enfoques programáticos. Algunos elementos de esta escuela de pensamiento fueron resumidos en la idea de un Consenso de Pekín, el cual sugiere que las naciones necesitan encontrar su propio camino hacia el desarrollo. Otras críticas provienen desde la antiglobalización hasta del mismo liberalismo económico junto con algunas de sus corrientes: la escuela clásica y la escuela austríaca. Ellos argumentan, además, que los países del primer mundo imponen las políticas del Consenso de Washington sobre los países de economías débiles, mediante una serie de organizaciones burocráticas supraestatales como el Banco Mundial y el Fondo Monetario Internacional, además de ejercer presión política y extorsión. Se argumenta además, de manera muy generalizada, que el Consenso de Washington no ha producido ninguna expansión económica significativa en Latinoamérica y sí, en cambio, algunas crisis económicas severas y la acumulación de deuda externa que mantiene a estos países anclados al mundo subdesarrollado.
A su vez, sus políticas educativas, si bien en buena medida acatadas en Latinoamérica (especialmente en países como Chile y Argentina) donde tenían considerable buena prensa, han sido criticadas desde dentro de estas mismas sociedades en trabajos como el de José Luis Coraggio La educación según el banco mundial, que ponía en entredicho el modelo educativo socialdemócrata y las posibles consecuencias de su implementación, consecuencias que luego se ha visto como ciertas,[cita requerida] y que en buena medida explotaron en la Crisis Educativa en Chile del 2011.

### Movimiento antiglobalización
Varios críticos de la liberalización del comercio, como Noam Chomsky, Tariq Ali, Susan George y Naomi Klein, ven el Consenso de Washington como una manera de abrir el mercado laboral de las economías subdesarrolladas a la explotación por parte de compañías de economías más desarrolladas. Las reducciones establecidas en los aranceles y otras barreras comerciales permiten la libre circulación de bienes a través de las fronteras conforme a las fuerzas del mercado, pero a los trabajadores no se les permite moverse libremente debido a las exigencias de un visado o de un permiso de trabajo. Esto crea un clima económico donde las mercancías son fabricadas usando mano de obra barata en el seno de economías subdesarrolladas y luego exportadas a las economías ricas del Primer Mundo para su venta, a lo que los críticos argumentan que se dan enormes márgenes de ganancia, con el balance de dichas ganancias acumulándose en grandes corporaciones multinacionales. La crítica reside en que los trabajadores de las economías del Tercer Mundo siguen siendo pobres a pesar de todo, ya que cualquier aumento salarial que puedan haber recibido sobre lo que hicieron antes de la liberación del comercio es contrarrestado por la inflación, mientras que los trabajadores del Primer Mundo quedan desempleados y los dueños acaudalados de las multinacionales se vuelven todavía más ricos. Este fenómeno se ha documentado y está descrito como la maldición de los recursos.
Los críticos antiglobalistas alegan que los países del Primer Mundo imponen lo que describen como las políticas neoliberales del consenso sobre países económicamente vulnerables a través de organizaciones como el Banco Mundial y el Fondo Monetario Internacional, por presión política y el soborno. Argumentan que el Consenso de Washington, de hecho, no ha llevado a ninguna bonanza económica mayor en América Latina, sino más bien a agravar las crisis económicas y a la acumulación de una deuda externa paralizante que endeuda al país objetivo con el primer mundo.
Muchas de las recomendaciones políticas (por ejemplo, la privatización de las industrias estatales, reforma tributaria y desregulación) son criticadas como mecanismos para asegurar el desarrollo de la pequeña y adinerada elite local del Tercer Mundo, la cual se alzará al poder, por lo que también tiene un interés directo en mantener el status quo local de explotación laboral.
Algunas de las premisas fácticas concretas recogidas por la crítica como las redactadas arriba (especialmente en el marco económico) no son aceptadas por los defensores, o incluso todos los críticos, del Consenso de Washington. Por mencionar algunos ejemplos, la inflación en muchos países desarrollados ahora está en sus niveles más bajos desde hace varias décadas (cifras individuales bajas para una gran parte de América Latina). Los trabajadores de fábricas creadas mediante la inversión extranjera se encuentran con que reciben típicamente un mayor salario y mejores condiciones laborales que los sitios nacionales estándar de trabajo en sus propios países. El crecimiento económico en gran parte de América Latina en los últimos años ha tenido niveles altos históricamente y niveles de deuda, relativos al tamaño de estas economías, en un promedio significativamente más bajo [cita requerida] de lo que estaban unos años atrás.
A pesar de estos avances macroeconómicos, la pobreza y la desigualdad se mantienen en niveles elevados en América Latina. Alrededor de una de cada tres personas, 165 millones en total, todavía vive con menos de 2 dólares al día. Aproximadamente un tercio de la población no tiene accesos a la electricidad o saneamiento básico y un estimado de 10 millones de niños sufren de malnutrición. Estos problemas no son, sin embargo, nuevos: América Latina era económicamente la región más desigual del mundo en 1950 y sigue siéndolo desde entonces, durante los periodos tanto de sustitución de importaciones dirigida por el estado como (subsecuentemente) de liberación orientada al mercado.
Algunos líderes políticos socialistas en América Latina son y eran críticos abiertos y bien conocidos del consenso de Washington, como el fallecido presidente de Venezuela Hugo Chávez, el expresidente de Cuba Fidel Castro, el presidente de Bolivia Evo Morales y Rafael Correa, expresidente de Ecuador. También en Argentina, los gobiernos peronistas del fallecido expresidente Néstor Kirchner y de la expresidenta Cristina Fernández de Kirchner tomaron medidas políticas que representan un repudio de algunas de las políticas del Consenso (véase abajo Controversias en Curso). Sin embargo, con la excepción de Castro, estos líderes han mantenido y ampliado algunas políticas exitosas comúnmente asociadas al Consenso de Washington, como la estabilidad macroeconómica y la protección a los derechos a la propiedad.[cita requerida]
Otros en la izquierda latinoamericana adoptaron un enfoque diferente. Gobiernos liderados por el Partido Socialista de Chile, por Alan García en Perú, por Tabaré Vázquez en Uruguay y por Luiz Inácio Lula da Silva en Brasil, han mantenido en la práctica un alto grado de continuidad con las políticas económicas descritas en el Consenso de Washington (pago de deudas, protección a la inversión extranjera, reformas financieras, etc.).[cita requerida] Pero gobiernos de este tipo han tratado simultáneamente de complementar estas políticas con medidas que apunten directamente a mejorar la productividad y ayudar a los pobres, como reformas educativas y subsidios a familias pobres condicionadas a que sus hijos permanezcan en la escuela.

### Críticas neokeynesianas
Críticos neokeynesianistas y poskeynesianistas del consenso han argumentado que las subyacentes políticas fueron implementadas de manera incorrecta y son demasiado rígidas para lograr ser exitosas. Por ejemplo, se suponía que las leyes laborales flexibles crearían nuevos trabajos, pero la evidencia económica de América Latina no es concluyente en este punto. Además, algunos sostienen que el conjunto de políticas no tiene en cuenta las diferencias económicas y culturales entre los distintos países. Algunos críticos han insistido en que este grupo de políticas deben ser implementadas, de ser posible, durante un periodo de crecimiento económico rápido y no, como suele ocurrir, durante una crisis económica.
Moisés Naím, redactor jefe de Política Exterior (Foreign Policy), ha argumentado que no había ningún 'consenso' en primer lugar. Ha sostenido que hay y ha habido grandes diferencias entre los economistas acerca de qué es una 'política económica correcta', por lo tanto la idea de que existía un consenso era un concepto erróneo.

### Proponentes del «modelo europeo» y del «modelo asiático»
Algunos economistas europeos y asiáticos sugieren que «economías de infraestructura inteligente» como las de Noruega, Singapur y China han rechazado parcialmente la «ortodoxia financiera» neoclásica subyacente que caracteriza al 'Consenso de Washington' e iniciaron en su lugar un camino de desarrollo pragmático propio (julio de 2013) basado en inversiones estratégicas sostenidas en proyectos de obra pública, en gran escala y financiadas por el gobierno: «Países exitosos como Singapur, Indonesia y Corea del Sur todavía recuerdan los severos mecanismos de ajuste impuestos abruptamente por el FMI y el Banco Mundial durante la 'Crisis Asiática' de 1997-1998 […] Lo que han logrado en los últimos 10 años es de lo más destacable: discretamente han abandonado el "Consenso de Washington" invirtiendo masivamente en proyectos de infraestructura […] este enfoque pragmático ha demostrado ser bastante exitoso».
Mientras que China invirtió aproximadamente un 9 % de su PIB en infraestructuras durante las décadas de 1990 y 2000, la mayoría de las economías emergentes occidentales y no asiáticas invirtieron solo del 2 al 4 % de su PIB en activos de infraestructura. Esta considerable diferencia de inversión permitió a la economía china crecer a condiciones casi óptimas mientras que varias economías sudamericanas, surasiáticas y africanas sufren varias dificultades de desarrollo: redes de transporte deficientes, redes eléctricas envejecidas, escuelas mediocres, etc.

## Efectos

### Argentina
La crisis económica de Argentina del 1999 que terminó en 2002 se considera frecuentemente como un ejemplo de la devastación económica que había sido causada, según algunos, por la aplicación del Consenso de Washington.
En octubre de 1998 el FMI invitó al expresidente de la argentina Carlos Menem, para hablar de la experiencia argentina, en la Junta Anual de Gobernadores. Domingo Cavallo ―ministro de Economía entre 1991 y 1996 (durante el mandato de Menem)―, el arquitecto de las políticas económicas de su administración (incluyendo específicamente la convertibilidad), afirmó que la Argentina era en ese momento «considerada como el mejor pupilo del FMI, el Banco Mundial y el gobierno de los Estados Unidos»:

En el segundo semestre de 1998, Argentina era considerada en Washington como la más exitosa economía entre aquellas que han restructurado su deuda dentro del marco de planificación Brady. Ninguno de los patrocinadores del Consenso de Washington estaba interesado en señalar que las reformas económicas argentinas diferían con sus 10 recomendaciones. Por el contrario, era considerada como la mejor pupila del FMI, el Banco Mundial y el gobierno de Estados Unidos
Domingo Cavallo, exministro de Economía de la Argentina (1991-1996).

Los problemas que surgieron con la dependencia en un mecanismo de tipo de cambio fijo (arriba) son discutidos en el informe del Banco Mundial El crecimiento económico en los años noventa: aprendiendo de una década de reformas, donde se cuestiona si las expectativas pueden «afectar positivamente al atar las manos de un gobierno». A principios de los años noventa había un punto de vista en el cual los países debían cambiar a un tipo de cambio tanto fijo o completamente flexible para tranquilizar a los participantes del mercado de la completa eliminación de la discreción del gobierno en materia cambiaria extranjera. Después del colapso de la Argentina, algunos observadores creen que removiendo la discreción del gobierno creando mecanismos que impongan grandes penalizaciones se puedan en realidad, por el contrario, socavar las expectativas. Velasco y Neut (2003) sostienen que «si el mundo está inseguro y hay situaciones en las que la falta de discreción causará grandes pérdidas, una manera de pre-compromiso puede en realidad hacer las cosas peor». En el capítulo 7 de su informe Liberalización financiera: ¿qué fue bien, qué fue mal?, el Banco Mundial analiza lo que salió mal en la Argentina, resume las lecciones aprendidas de la experiencia y señala sugerencias para su política futura.
La liberalización comercial trajo como consecuencia un proceso de desindustrialización, fenómeno peculiar de la década de los 90. Durante ese período se registra una pérdida de incidencia del valor agregado industrial en el generado por el conjunto de la economía, durante la cual disminuyen un 15 % el número de establecimientos y se expulsa a la cuarta parte de la mano de obra sectorial, alcanzando su mayor intensidad en términos de lo que se puede considerar la gran industrial local (los establecimientos con más de 100 ocupados).
La Oficina de Evaluación Independiente del FMI ha emitido una reseña de las lecciones aprendidas por la institución de la Argentina, resumidas en la siguiente cita:

La crisis Argentina produce una serie de lecciones para el FMI, algunas de las cuales ya han sido aprendidas e incorporadas en las políticas y procedimientos revisados. Estas evaluaciones sugieren diez lecciones, en áreas como vigilancia y diseño de programas, gestión en caso de crisis y el proceso de toma de decisiones.

Durante esta época la tasa de desocupación aumentó constantemente a partir de 1992, para alcanzar el pico de 18,4 % de la población activa desocupada, en mayo de 1995. Durante los años 90 Argentina mantuvo una desocupación promedio de 11,8 % y en octubre de 2001 había un 18,3 % de desempleados. Tras la salida de la convertibilidad, este índice alcanzó su máximo histórico en 2002, cuando anualizó un 22,64 %. En marzo del 2001 asumió como ministro Ricardo López Murphy, que llevó a cabo un severo programa de ajuste fiscal por 2500 millones de dólares, de los cuales 1100 millones pertenecían al área educativa. También se eliminaron partidas por 660 millones de pesos/dólares destinadas a las provincias, recorte en el presupuesto universitario por 361 millones para el 2001 y 541 millones para el 2002, recortes en sueldos docentes por 220 millones, rebajas en el salario familiar por 129 millones, recortes en jubilaciones por 127 millones y postergación en el pago de las mismas, anulación de pensiones y becas estudiantiles, achique y recorte en los programas sanitarios por 50 millones, IVA del 15 al 21 % para espectáculos culturales, fútbol, teatro y cine, eliminación de ayuda a productores rurales de siete provincias por 180 millones, despido inmediato de 40 000 empleados públicos, flexibilización laboral aumentando el período de prueba de 3 a 12 meses y recortes en las indemnizaciones por despido, privatización de las casas de juego y de parte del Banco Nación.
El exviceministro de relaciones exteriores de la Argentina Jorge Taiana, en una entrevista con la agencia estatal de noticias Télam el 16 de agosto de 2005, atacó al Consenso de Washington. «Nunca hubo un verdadero consenso para tales políticas», dijo, y hoy «un buen número de gobiernos del hemisferio están revisando las hipótesis con las que aplicaron esas políticas en los noventa» y agregó que estos están buscando un modelo de desarrollo para garantizar el empleo productivo. Otros economistas cuestionan el punto de vista de que el fracaso de la Argentina se puede atribuir a un estricto cumplimiento del Consenso de Washington. La adopción por el país de un régimen cambiario fijo idiosincrático («convertibilidad»), que lo volvió menos competitivo, junto con su fracaso en alcanzar un control efectivo de sus cuentas fiscales, pavimentaron el camino para el colapso macroeconómico definitivo. Las políticas orientadas al mercado de los primeros años de la fórmula Menem-Cavallo, entretanto, pronto se esfumaron.
En 2003, los presidentes de la Argentina y Brasil, Néstor Kirchner y Luiz Inázio Lula da Silva firmaron el Consenso de Buenos Aires, un manifiesto opuesto a las políticas del Consenso de Washington. Lula da Silva pagó toda la deuda de Brasil con el FMI con dos años de antelación, liberando a su Gobierno de su «tutela», como hiciera el gobierno de Kirchner en 2005.[cita requerida] Los críticos sostienen que, mientras que la confianza de Kirchner en los controles de precios y otras medidas administrativas similares (dirigidas principalmente a las empresas inversoras extranjeras y a las empresas de servicios) contradecían claramente al espíritu del consenso, su administración de hecho condujo un barco fiscal extremadamente estricto y mantuvo un tipo de cambio flotante altamente competitivo; la salida inmediata de la Argentina de la crisis, ayudada todavía más por la anulación de sus deudas y un alza fortuita en los precios de los productos básicos, deja cuestiones pendientes sobre la sostenibilidad a largo plazo.

### Perú
En la década de 1990 con la implementación del Fujishock del presidente Alberto Fujimori, un conjunto de medidas económicas drásticas auspiciadas por el Consenso de Washington, y con la promulgación de la Constitución política de 1993, con fuerte influencia neoliberal, que convirtió al Estado peruano en uno mayormente empresarial, generadora de bienes, una situación que entra en contraste con otros países de América Latina. Como resultado, se estableció una élite económica que controla los sectores financieros, exportadores y de comunicaciones, los cuales son los factores determinantes en el extraoficial Consenso de Lima.
El gobierno de Alejandro Toledo marcó el inicio de una nueva etapa en el sistema político peruano, en la que el Acuerdo Nacional de 2002 mantuvo implícitamente el modelo neoliberal de Alberto Fujimori. Esta etapa se caracterizó por la reestructuración de las instituciones públicas, entre ellas, la Agencia de Promoción de la Inversión Privada (ProInversión) y el Consejo Nacional del Trabajo (para promover la reactivación del sector laboral).Alejandro Toledo estuvo a favor de continuar la privatización. Una de las medidas correspondió a la venta de empresas de electricidad. Esta medida suscitó protestas en el sur del país, donde se proyectó subastar estas entidades. El gobierno también propuso privatizar la empresa de agua de Lima, Sedapal, pero no se concretó. El dinero obtenido de la privatización se destinó a los sectores de salud y educación, con el objetivo de mejorar la calidad de vida de la población.
Con el debilitamiento gradual del Consenso de Washington a lo largo de la década del 2000, surgió de manera informal el Consenso de Lima. El término fue acuñado por el politólogo Steven Levitsky para identificar la relevancia de los grupos de poder peruanos, que se caracteriza en llevar una postura más ortodoxa que la anterior. En este escenario, Alan García, quien ejerció la presidencia de la república entre los años 2006 y 2011, llevó al extremo la ideología neoliberal, facilitando la exportación de tierras y fomentando la recepción de inversiones foráneas sin restricciones.
En Perú, a pesar del rápido crecimiento económico en los siguientes años por el Consenso de Washington, la economía informal y la corrupción generalizada han socavado el progreso. En consecuencia, la debilidad de las institución dificultó el desarrollo de las organizaciones empresariales debido a la inestabilidad de los gobiernos. Dicho modelo proporcionó al país en alcanzar la estabilidad económica a costas de una desigualdad social; con una restricción evidente de la expresión en los sectores populares, que incluye a los indígenas.

### Venezuela
El nacionalismo económico y el clientelismo eran prominentes en Venezuela como resultado del sistema hegemónico bipartidista establecido por el Pacto de Puntofijo. Durante la presidencia de Carlos Andrés Pérez (1973-1979), la élite política venezolana creía que la nación se enfrentaba a un suministro casi ilimitado de flujo de efectivo debido a los altos precios del petróleo en ese momento, y su administración acumuló grandes cantidades de deuda.Una caída de los precios del petróleo a mediados de la década de 1980 provocó una crisis económica en Venezuela, y el país había acumulado niveles significativos de deuda. Durante la crisis económica, Andrés Pérez fue reelegido en las elecciones generales de Venezuela de 1988. En su campaña, rechazó duramente las políticas de liberalización, describiendo al personal del Fondo Monetario Internacional (FMI) como "trabajadores genocidas a sueldo del totalitarismo económico" y sus políticas como una "bomba que sólo mata gente". Recibiendo el 53 % de los votos, Pérez exigió que la deuda latinoamericana se redujera en un cincuenta por ciento y dijo que la región era víctima de la explotación internacional durante las celebraciones posteriores a su toma de posesión.

Tropas venezolanas respondieron durante el Caracazo

Poderosos grupos empresariales y economistas educados en Estados Unidos persuadirían a Pérez para que liberalizara la economía, quien procedería a implementar las reformas del consenso de Washington. Anunció un gabinete tecnocrático y un grupo de políticas económicas para arreglar los desequilibrios macroeconómicos, conocido como El Gran Viraje, un plan económico que era esencialmente el mismo que las prescripciones delineadas por el FMI cuando proporcionó un préstamo a Venezuela en 1987. Entre las políticas estaba la reducción de los subsidios al combustible y el aumento de las tarifas del transporte público en un treinta por ciento. En respuesta al fin de los subsidios al combustible, los disturbios se extendieron rápidamente a la capital y otras ciudades de todo el país en un evento conocido como el Caracazo. El presidente Pérez ordenó la activación del ejército a través del Plan Ávila, lo que resultó en hasta 3000 personas muertas, según los medios venezolanos; se informó de escasez de ataúdes y la mayoría de los heridos fueron por heridas de bala.
A finales de 1991, la inflación había caído al 31 %, las reservas internacionales de Venezuela valían 14 000 millones de dólares y había un crecimiento económico del 9 % (llamado "crecimiento asiático"), el mayor de América Latina en ese momento. Gran parte del crecimiento experimentado durante el mandato de Pérez se debió a la aceptación por parte de su gobierno de más préstamos extranjeros. Para 1992, las reservas extranjeras finalmente caerían a tasas más bajas que en 1989. La liberalización de la economía también resultó en la crisis bancaria de 1994 de Venezuela, ya que el crecimiento bancario excedió la regulación. El Gran Viraje finalmente sería ineficaz para aliviar las preocupaciones económicas; la corrupción aumentó, se produjo un estancamiento económico, la inversión disminuyó y la desigualdad persistió, con el PIB per cápita de los venezolanos cayendo un 2,7 % entre 1990 y 1998. Pérez y su sucesor Rafael Caldera intentaron paliar las malas consecuencias de las nuevas políticas neoliberales, aunque estas tuvieron efectos limitados. Los datos oficiales de 1997 mostraban que la tasa de desempleo era del 12 %, que los ingresos habían disminuido un 70,9 % desde 1984 y que la tasa de inflación era del 103 %. El Caracazo y la desigualdad existente en Venezuela fueron utilizados para justificar los posteriores intentos de golpe de Estado venezolano de 1992 y condujeron al surgimiento del Movimiento Bolivariano Revolucionario - 200 de Hugo Chávez, quien en 1982 había prometido deponer a los gobiernos bipartidistas. Una vez elegido en 1998, Chávez comenzó a revertir las políticas de sus predecesores.

## Los subsidios para la agricultura
El Consenso de Washington como fue formulado por Williamson incluye una disposición para la redirección del gasto público de los subsidios (especialmente «subsidios indiscriminados») hacia un suministro más amplio a los puntos de crecimiento clave, servicios favorables a los pobres como la educación primaria, la atención primaria de salud y a la inversión en infraestructura. Esta definición deja cierto margen para debatir sobre los programas de gasto público específicos. Un área de controversia pública se ha centrado en las cuestiones de los subsidios a los granjeros para fertilizantes y otros insumos agrícolas modernos: por un lado, estos pueden ser criticados como subsidios, pero por otro lado, se puede argumentar que generan externalidades positivas que puedan justificar tales subsidios.
Algunos críticos del Consenso de Washington citan la experiencia de Malaui con los subsidios agrícolas como ejemplo de los defectos percibidos en las prescripciones del conjunto. Durante décadas, el Banco Mundial así como los países donantes presionaron a Malaui, un país africano predominantemente rural, a reducir o eliminar los subsidios estatales a los fertilizantes para los agricultores. Los expertos del Banco Mundial también instaron al país para que sus agricultores pasaran a producir cultivos comerciales para la exportación y usaran los ingresos de divisas para importar comida.
Durante años, Malaui estuvo al borde de la hambruna; después de una cosecha de maíz particularmente calamitosa en 2005, casi 5 millones de sus 13 millones de personas necesitaron ayuda alimentaria de emergencia. El recién electo presidente de Malaui Bingu wa Mutharika (1934-2012) decidió entonces revertir dicha política. La introducción de subsidios más profundos para los fertilizantes (y en menor medida para las semillas) ayudaron a los granjeros a producir cosechas de maíz récord durante 2006 y 2007; de acuerdo con informes del gobierno, la producción de maíz dio un salto de 1,2 millones de toneladas métricas en 2005 a 2,7 millones en 2006 y 3,4 millones en 2007. La prevalencia de desnutrición infantil aguda ha disminuido considerablemente y recientemente Malaui rechazó una ayuda alimentaria de emergencia.
En una observación acerca de la experiencia de Malaui preparada por el Centro para el Desarrollo Global, los economistas especializados en desarrollo Vijaya Ramachandran y Peter Timmer sostienen que los subsidios a los fertilizantes en ciertas partes de África (e Indonesia) pueden dar beneficios que sustancialmente excedan sus costos. Advierten, sin embargo, que la manera en que se gestiona la subvención es crucial para su éxito a largo plazo y alertan contra permitir que la distribución de fertilizantes se convierta en un monopolio. También hacen hincapié en que los agricultores africanos, más que solo subvenciones a los insumos, necesitan de una mejor investigación para desarrollar nuevos insumos y semillas, así como una mejor infraestructura de transporte y energía. El Banco Mundial informa, a su vez, que ahora apoya en algunos casos un uso temporal de subsidios a los fertilizantes destinados a los pobres, llevado a cabo de una manera que promueva los mercados privados: «En Malaui, los funcionarios del banco dicen que por lo general apoyan la política del país, aunque critican al gobierno por no tener una estrategia para terminar finalmente con los subsidios, indican la posibilidad de que sus estimaciones de producción de maíz para 2007 estén infladas y sostienen que todavía hay un gran margen para mejorar la forma de aplicar los subsidios».

## Controversia constante
La mayoría de los países de América Latina continúan luchando con altos índices de pobreza y subempleo. Se ha considerado a Chile como un exitoso ejemplo del Consenso y países como El Salvador y Uruguay han mostrado también algunos signos positivos de desarrollo económico. Brasil, a pesar de las relativamente modestas tasas de crecimiento agregado, ha visto importantes progresos en la reducción de la pobreza durante los últimos años,[cita requerida] aunque los dos últimos presidentes socialistas de Brasil han ajustado las modestas reformas sociales.
Joseph Stiglitz ha argumentado que el éxito de Chile se debe en gran parte a la propiedad estatal de industrias clave, particularmente a su industria del cobre, y a las intervenciones monetarias para estabilizar los flujos de capitales. Muchos otros economistas, sin embargo, sostienen que el éxito económico de Chile es debido en gran medida a la combinación de una sólida macroeconomía y políticas orientadas al mercado (aunque las relativamente fuertes instituciones públicas del país, incluyendo uno de los mejores sistemas escolares públicos de la región, también merecen algún crédito).
Se han señalado discrepancias entre el Consenso de Washington tal y como lo propuso Williamson y las políticas implementadas con el respaldo de las instituciones de Washington. Por ejemplo, el Consenso de Washington indica la necesidad de invertir en educación, pero las políticas de disciplina fiscal promovidas por el Fondo Monetario Internacional han llevado en ocasiones a los países a practicar recortes del gasto público destinado a programas sociales, incluyendo áreas tales como la educación básica. Aquellos familiarizados con el trabajo del FMI responden que, en un determinado momento, los países al borde de la bancarrota tienen que recortar de una manera u otra su gasto público para evitar el derroche. Washington puede argumentar opciones más razonables de entre las diferentes prioridades de gasto público, pero en última instancia son los líderes políticos electos quienes tienen que tomar las difíciles decisiones políticas.

## Elementos ausentes
Un significativo número de economistas y responsables de formular políticas sostienen que los errores en el Consenso de Washington tal y como originalmente fue formulado por Williamson no residen tanto en lo incluido en él sino más bien en lo que falta. Desde este punto de vista, se afirma que países como Brasil, Chile, Perú y Uruguay, mayormente gobernados en los últimos años por partidos de izquierda, en la práctica no habrían abandonado la mayoría de los elementos esenciales del Consenso. Los países que han alcanzado la estabilidad macroeconómica a través de una disciplina fiscal y monetaria han sido reacios a abandonarla: Lula, el expresidente de Brasil (y exlíder del Partido de los Trabajadores), ha declarado explícitamente que la derrota de la hiperinflación estuvo entre las más importantes contribuciones positivas de los últimos años para el bienestar de los pobres del país. Tampoco en la práctica estos países revirtieron su orientación más amplia al comercio global y la inversión internacional hacia un retorno a las políticas de autarquía perseguidas entre las décadas de 1950 y 1980.
Estos economistas y responsables de formular políticas estarían, sin embargo, totalmente de acuerdo en que el Consenso de Washington estaba incompleto y que tales países de América Latina y otras partes del mundo necesitan ir más allá de la «primera generación» de reformas macroeconómicas y comerciales hacia un mayor enfoque en reformas que incrementen la productividad y programas directos para apoyar a los pobres. Esto incluye mejorar el clima de inversión y eliminar el balduque (especialmente para las pequeñas empresas), fortalecer las instituciones (en áreas como los sistemas judiciales), luchar contra la pobreza de manera directa a través de programas del tipo de transferencias monetarias condicionadas adoptadas por países como México y Brasil, mejorar la calidad de la educación primaria y secundaria, incrementar la efectividad de los países para desarrollar y absorber tecnología, y abordar las necesidades especiales de los grupos históricamente en desventaja, incluyendo a las poblaciones indígenas y afrodescendientes a lo largo de América Latina.

## Uso alternativo en la política extranjera
A comienzos de 2008, el término Consenso de Washington fue usado en un sentido diferente como indicador para analizar la cobertura ejercida por los medios de comunicación estadounidenses hacia la política extranjera de Estados Unidos en general y, específicamente, sobre la política en Medio Oriente. Marda Dunsky escribe: «Una y otra vez, con excepciones extremadamente raras, los medios repiten sin dudar y fracasan en impugnar el Consenso de Washington —la postura oficial de las autoridades de Estados Unidos respecto a la búsqueda de la paz en oriente medio a lo largo del tiempo». De acuerdo con el columnista independiente William Pfaff, el peso de las instituciones de Washington sobre la forma en que los principales medios de comunicación estadounidenses informan acerca del exterior representa la regla, y no la excepción: «La cobertura de los asuntos internacionales en los Estados Unidos está manejada casi enteramente por Washington. Es decir, las preguntas acerca de los asuntos exteriores son las preguntas de Washington, enmarcadas en los términos de la política doméstica y de las posiciones políticas ya establecidas. Esto invita a que se den respuestas desinformativas y desalienta las opiniones no deseadas o desagradables». Como la discusión económica anterior, el uso del término en la política exterior tiene menos que ver con lo que está incluido que con lo que falta.
Un punto de vista similar, aunque con un nombre diferente, tiene el FAIR (Fairness & Accuracy In Reporting: ‘imparcialidad y precisión en los informes’), una organización de medios periodísticos progresistas.[cita requerida] Estos señalan a los «programas oficiales» como una de las nueve áreas temáticas a las que consideran responsables de «lo que está mal en las noticias». Observan que: «A pesar de las afirmaciones de que la prensa tiene una relación contraria al gobierno, la verdad es que generalmente los medios de Estados Unidos siguen la línea oficial de Washington. Esto es particularmente evidente en tiempos de guerra y en la cobertura de la política exterior, pero incluso en las controversias internas el espectro de debate generalmente cae en el rango relativamente estrecho que hay entre el liderazgo de los partidos demócratas y republicanos».